# Lelio Sanità di Toppi
Lelio Sanità di Toppi (Chieti, 22 febbraio 1899 – ...) è stato un politico italiano.

## Biografia
Nato a Chieti nel 1899 dalla nobile famiglia dei baroni di Colledimacine, Lelio Sanità di Toppi si iscrisse al Partito Nazionale Fascista nel marzo del 1920 e venne nominato podestà di Chieti l'11 marzo 1935; mantenne tale incarico fino al 10 giugno 1939. Dopo la nascita della Repubblica, a seguito delle elezioni amministrative del 1956, venne eletto sindaco di Chieti tra le file della Democrazia Cristiana il 30 giugno di quell'anno dal Consiglio comunale cittadino, carica che mantenne fino al 19 novembre 1960.